# 第三次伊藤內閣
第三次伊藤內閣（日语：／ Daisanji Itō Naikaku */?）是日本元老、伯爵伊藤博文就任第7任內閣總理大臣（首相）後，自1898年（明治31年）1月12日至1898年6月30日組成的內閣。

## 概要
1897年（明治30年）12月，因增稅法案等問題，使由松方正義領導的第二次松方內閣（松隈內閣）與國會關係驟降，以進步黨黨魁大隈重信為首的數名閣員也同時退任。松方不堪負荷，遂於該年眾議院議員總選舉後率領內閣總辭，並由伊藤博文繼任組閣。在經明治天皇同意任命後，伊藤於1898年1月繼1885年、1892年後第三度就任為內閣總理大臣。
伊藤原計劃邀自由黨成員入閣以制衡進步黨勢力，但最終破局，自由黨與進步黨勢力合流。1898年6月，伊藤內閣再度向國會提出增徵地稅等增稅法案，旋即遭到兩黨反對。伊藤遂奏請天皇解散眾議院，引起兩黨不滿，決定進行整合，集中力量；6月22日，進步黨與自由黨合併為憲政党，合計占眾議院議員席次達七成以上，對政府之統治地位威脅遽增。伊藤在內閣與眾元老為應對事態而召開的御前會議中力主成立支持政府施政的政黨（即所謂「吏党」）與之對抗，但遭到山縣有朋一派反彈，無疾而終；伊藤憤而率領內閣總辭，並為憲政發展推薦前兩黨黨魁大隈重信與板垣退助二人組織內閣，即後來的隈板内閣。
兒玉源太郎於伊藤內閣任內就任為臺灣總督。

## 內閣成員

### 國務大臣
除部分特殊情況外，本內閣閣員皆於1898年1月12日就任。
| 職位名       | 任數 | 姓名及肖像 | 姓名及肖像 | 出身                                                              | 其它職務   | 備註                             |
| ------------ | ---- | ---------- | ---------- | ----------------------------------------------------------------- | ---------- | -------------------------------- |
| 內閣總理大臣 | 7    | 伊藤博文   |            | 原長州藩 伯爵                                                     | 無         | 無                               |
| 外務大臣     | 8    | 西德二郎   |            | 原薩摩藩 男爵                                                     | 無         | 自上任內閣留任                   |
| 內務大臣     | 12   | 芳川顯正   |            | 原德島藩 子爵                                                     | 無         | 無                               |
| 大藏大臣     | 6    | 井上馨     |            | 原長州藩 伯爵                                                     | 無         | 無                               |
| 陸軍大臣     | 5    | 桂太郎     |            | 原長州藩 （陸軍中將→）陸軍大將 子爵                               | 無         | 初次入閣                         |
| 海軍大臣     | 4    | 西鄉從道   |            | 原薩摩藩 國民協會（會長） （海軍大將→）元帥海軍大將 陸軍中將 伯爵 | 無         | 自上任內閣留任                   |
| 司法大臣     | 7    | 曾禰荒助   |            | 原長州藩                                                          | 無         | 初次入閣                         |
| 文部大臣     | 10   | 西園寺公望 |            | 原公家 貴族院 無黨籍 侯爵                                         | 無         | 1898年4月30日卸任                |
| 文部大臣     | 11   | 外山正一   |            | 原幕臣 貴族院 無黨籍                                              | 無         | 初次入閣 1898年4月30日就任       |
| 農商務大臣   | 13   | 伊東巳代治 |            | 原肥前國 男爵                                                     | 無         | 初次入閣 1898年4月26日卸任       |
| 農商務大臣   | 14   | 金子堅太郎 |            | 原福岡藩 貴族院 無黨籍                                            | 無         | 初次入閣 1898年4月26日就任       |
| 遞信大臣     | 7    | 末松謙澄   |            | 原豐前國 男爵                                                     | 無         | 初次入閣                         |
| 班列         | -    | 黑田清隆   |            | 原薩摩藩 陸軍中將 伯爵                                            | 樞密院議長 | 自上任內閣留任 1898年6月27日卸任 |

### 其他
| 職位名         | 任數 | 姓名及肖像 | 姓名及肖像 | 出身                   | 其它職務     | 備註           |
| -------------- | ---- | ---------- | ---------- | ---------------------- | ------------ | -------------- |
| 内閣書記官長   | 8    | 鮫島武之助 |            | 原薩摩藩 貴族院 無黨籍 | 無           | 無             |
| 内閣法制局長官 | 6    | 梅謙次郎   |            | 原松江藩               | 內閣恩給局長 | 自上任內閣留任 |

## 外部連結
- 首相官邸 第三次伊藤內閣閣僚名簿 （页面存档备份，存于） （日語）